# Ошини по прашини
Ошини по прашини је једанаести албум Жељка Бебека. Албум садржи 10 песама од којих су хитови насловна нумера, "Мало је од мене остало" и "А ја сам те лудо волио". Албум је изашао 2000. године у издању куће Tutico и Менарт.
Након овог албума ступа дискографска пауза до 2012. 

## Албум
На овом албуму су сарађивали Даниел Поповић (аранжмани, клавијатуре, гитара), Анте Гело и Тихомир Прерадовић. Албум је сниман у Великој Горици и Загребу.
Праћен је спотовима за насловну нумеру и "Мало је од мене остало".

## Списак песама
| №   | Назив                        | Трајање |  |
| 1.  | Ошини по прашини             | 3:20    |  |
| 2.  | Машала                       | 3:06    |  |
| 3.  | Мало је од мене остало       | 3:26    |  |
| 4.  | А ја сам те лудо волио       | 4:05    |  |
| 5.  | Увени невене                 | 4:35    |  |
| 6.  | Ја не пијем што се мени пије | 3:36    |  |
| 7.  | Лагао ја не лагао            | 3:41    |  |
| 8.  | Ветеран                      | 3:50    |  |
| 9.  | Живот пакао                  | 3:29    |  |
| 10. | Одмори се на мојим рукама    | 4:44    |  |